# Слободан Алигрудић
Слободан Алигрудић (Битољ, 15. октобар 1934 — Градац, код Кардељева, 13. август 1985) био је југословенски и српски глумац.

## Биографија
Прославио се као глумац београдског позоришта Атеље 212, али је најширој публици познат по улогама у многим филмовима који су постали класика екс-југословенске кинематографије, као на пример Љубавни случај или трагедија службенице ПТТ. Углавном је играо ауторитативне фигуре. Најбољи пример за то је улога оца Маха у филму Сјећаш ли се Доли Бел? Емира Кустурице (1981. године).
Алигрудић је поново радио са Кустурицом 1985. године у филму Отац на службеном путу, у ком је тумачио лик агента УДБЕ задуженог за „преваспитавање“ главног јунака. Овај филм освојио је Златну палму на Канском фестивалу, а Алигрудић је умро убрзо потом, непуних месец дана након смрти свог дугогодишњег колеге Зорана Радмиловића. Због тога су многи југословенски филмски критичари говорили како је рај добио знатно појачање.
Отац је политичара Милоша Алигрудића.

## Улоге
|                   | 1950 ▼ | 1960 ▼ | 1970 ▼ | 1980 ▼ | Укупно |
| ----------------- | ------ | ------ | ------ | ------ | ------ |
| Дугометражни филм | 2      | 7      | 12     | 12     | 33     |
| ТВ филм           | 0      | 15     | 12     | 4      | 31     |
| ТВ серија         | 0      | 7      | 11     | 7      | 25     |
| ТВ мини серија    | 0      | 1      | 1      | 1      | 3      |
| ТВ кратки филм    | 0      | 2      | 1      | 0      | 3      |
| Кратки филм       | 0      | 1      | 1      | 2      | 4      |
| Укупно            | 2      | 33     | 38     | 26     | 99     |

| Год.       | Назив                                       | Улога                          |
| ---------- | ------------------------------------------- | ------------------------------ |
| 1950-е ▲   |                                             |                                |
| 1955.      | Шолаја                                      | Муслиман скојевац              |
| 1957.      | Суботом увече                               |                                |
| 1960-е ▲   |                                             |                                |
| 1963.      | Ромео и Ђулијета (ТВ филм)                  |                                |
| 1965.      | Суданија (ТВ филм)                          |                                |
| 1966.      | Намештена соба                              |                                |
| 1966.      | Галски петао (ТВ серија)                    |                                |
| 1966.      | Воз који носи наочаре                       |                                |
| 1966.      | Сан                                         | Милован                        |
| 1967.      | Свечаност на успутној станици               |                                |
| 1967.      | Сумњиво лице                                | Алекса Жуњић                   |
| 1967.      | Мушица                                      | Ручанта                        |
| 1967.      | Еуридика (ТВ)                               |                                |
| 1967.      | Љубав на плајваз                            |                                |
| 1967.      | Кад будем мртав и бео                       | управник Милутин               |
| 1967.      | Арсеник и старе чипке                       | Клајн                          |
| 1967.      | Волите се људи                              |                                |
| 1967.      | Смоки                                       |                                |
| 1967.      | Љубавни случај или трагедија службенице ПТТ | Ахмед, санитарни инспектор     |
| 1967.      | Височка хроника                             | Трибергер                      |
| 1968.      | Самци (ТВ серија)                           |                                |
| 1968.      | Капути                                      |                                |
| 1968.      | Краљевић Марко по други пут међу Србима     |                                |
| 1968.      | Наше приредбе                               |                                |
| 1968.      | Евгенија на зрну грашка                     |                                |
| 1968.      | Ледено љето (ТВ)                            |                                |
| 1968.      | Quo vadis Живораде                          | генерал                        |
| 1968.      | Бекства                                     | Алберт                         |
| 1968.      | Пријатељство, занат најстарији              | Мото/Никола                    |
| 1968.      | Максим нашег доба                           |                                |
| 1969.      | Хомо сапиенс                                |                                |
| 1969.      | Жеђ                                         | Приповедач                     |
| 1969.      | Заседа                                      | Јотић                          |
| 1969.      | Ускрс                                       |                                |
| 1969.      | Рађање радног народа                        | Миодраг Миле Ратковчанин       |
| 1969.      | Рани радови                                 |                                |
| 1970.-те ▲ |                                             |                                |
| 1970.      | Рођаци                                      | рођак                          |
| 1970.      | Бубе у глави                                | силоватељ                      |
| 1971.      | Све ће то народ позлатити                   |                                |
| 1971.      | Баријоново венчање                          |                                |
| 1971.      | Чеп који не пропушта воду                   | Ића                            |
| 1971.      | Цео живот за годину дана                    |                                |
| 1972.      | Село без сељака (ТВ серија)                 |                                |
| 1972.      | Ратнички таленат                            | Перишић, директор пиваре       |
| 1972.      | Заслуге                                     |                                |
| 1972.      | Розамунда                                   |                                |
| 1972.      | И Бог створи кафанску певачицу              | директор хотела                |
| 1972.      | Пуковниковица                               | Редов Сава Милованов           |
| 1972.      | Мајстори                                    | пијани возач                   |
| 1972.      | Позориште у кући                            | Вук Вукбратић                  |
| 1973.      | Наше приредбе (ТВ серија)                   | Стјепан Јурак                  |
| 1973.      | Жута                                        | Милицајац на терену            |
| 1973.      | Позориште у кући 2                          | Вук Вукбратић                  |
| 1974.      | Дивље године                                | чича                           |
| 1974.      | Црна листа                                  |                                |
| 1974.      | Отписани                                    | Скале                          |
| 1975.      | Наивко                                      | Пура                           |
| 1975.      | Живе везе                                   |                                |
| 1974-1975. | Отписани                                    | Скале                          |
| 1976.      | Повратак отписаних                          | Друг Сеља                      |
| 1976.      | Процес Ђордану Бруну                        | Инквизитор Габриел да Салуцо   |
| 1977.      | Зовем се Ели                                | отац                           |
| 1977.      | 67. састанак Скупштине Кнежевине Србије     | Вуја Васић                     |
| 1977.      | Љубавни живот Будимира Трајковића           | директор ООУР-а                |
| 1977.      | Специјално васпитање                        | командир милиције              |
| 1977.      | Више од игре                                | агент                          |
| 1977.      | Мирис пољског цвећа                         | инспектор за крвне деликте     |
| 1978.      | Љубав у једанаестој                         |                                |
| 1978.      | Чардак ни на небу ни на земљи               |                                |
| 1978.      | Повратак отписаних (ТВ серија)              | Сеља                           |
| 1979.      | Срећна породица                             |                                |
| 1979.      | Национална класа                            | функционер Видоје              |
| 1979.      | Сећам се                                    |                                |
| 1979.      | Прва српска железница                       | Алекса Поповић                 |
| 1980.-те ▲ |                                             |                                |
| 1980.      | Снови, живот, смрт Филипа Филиповића        | Управник затвора               |
| 1980.      | Ко то тамо пева                             | поручник                       |
| 1981.      | Кад свеци марширају                         |                                |
| 1981.      | Краљевски воз                               | полицајац Рапајић              |
| 1981.      | Ерогена зона                                | милиционер                     |
| 1981.      | Дечко који обећава                          | психијатар                     |
| 1981.      | Сијамци                                     | Живота, Цецин отац             |
| 1980-1981. | Вело мисто                                  | мајор Стојан                   |
| 1981.      | Имамо наступ (ТВ филм)                      |                                |
| 1981.      | Светозар Марковић                           |                                |
| 1981.      | Сјећаш ли се Доли Бел                       | отац                           |
| 1982.      | Земља                                       |                                |
| 1982.      | Идемо даље                                  | школски надзорник              |
| 1982.      | 13. јул                                     | Старац са мачкама              |
| 1982.      | Кројачи џинса                               | Газда Риста                    |
| 1982.      | Вариола вера                                | друг Влада                     |
| 1983.      | Велики транспорт                            | нововерац Раде                 |
| 1984.      | Камионџије 2                                | Момчило Раденовић - Моша Пућко |
| 1985.      | Дај ми крила један круг                     | мађионичар                     |
| 1985.      | Хумористички клуб                           |                                |
| 1985.      | Неуспела мућка                              | ћале                           |
| 1985.      | Брисани простор (ТВ серија)                 | чича Рогуља                    |
| 1985.      | Навијач                                     | Леон Јурак                     |
| 1985.      | Отац на службеном путу                      | Остоја Цекић                   |
| 1986.      | Сиви дом                                    | Коскетов отац                  |